# Збірна Швейцарії з футболу
Збірна Швейцарії з футболу (нім. Schweizer Fussballnationalmannschaft, італ. Nazionale di calcio della Svizzera, фр. Équipe nationale suisse de football, ромш. Squadra naziunala da ballape da la Svizra) — чоловіча національна футбольна команда Швейцарії, яка керується Швейцарським футбольним союзом (ШФС) і представляє країну на міжнародному рівні.
Свій перший міжнародний матч збірна Швейцарії зіграла в 1905 році проти збірної Франції, в якому програла з рахунком 0:1. Найбільшими успіхами в її історії було здобуття срібних медалей на Олімпіаді 1924 року в Парижі і перемога в юніорському (U-17) чемпіонаті світу 2002 року. У період 1930–1960-х років в становленні збірної й у швейцарському футболі загалом вирішальну роль відігравав австрійський тренер Карл Раппан, який запровадив тактичну схему verrou (прообраз майбутнього катеначо) та керував збірною на фінальних змаганнях трьох світових чемпіонатів (1934, 1938 і 1954; останній проводився у самій Швейцарії).
У 1960-х роках в історії збірної Швейцарії почався період невдач, який тривав майже тридцять років. Лише на початку 1990-х англійському тренеру Рою Годжсону вдалося повернути  Швейцарію до еліти світового футболу, вивівши збірну до фінальних змагань чемпіонату світу 1994 і чемпіонату Європи 1996. Під керівництвом Якоба Куна, тренера збірної у 2001—2008 роках, команда досягала фінальної стадії чемпіонату Європи 2004 і чемпіонату світу 2006; на останній світовій першості вона змогла вийти з групи і в ⅛ фіналу програла збірній України за результатами серії післяматчевих пенальті (0:0 в основний та додатковий час). Швейцарія вибула з розіграшу, не пропустивши жодного м’яча в жодному матчі, що є унікальним в історії чемпіонатів світу збігом обставин.
Станом на 3 квітня 2025 посідає 20-e місце у рейтингу футбольних збірних світу.

## Історія

### Перші роки швейцарського футболу
Швейцарія була першою континентальною країною в Європі, до якої з Британських островів почала проникати гра у футбол. Уже у 1860 році британські студенти заснували «Лозаннський футбольний та крикетний клуб» — імовірно, перший футбольний клуб в Європі за межами Сполученого королівства. 1879 року засновано найстаріший з нині діючих футбольних клубів країни — «Санкт-Галлен». У 1895 у привокзальному ресторані міста Ольтен (кантон Золотурн) дванадцять клубів домовились про утворення Швейцарської футбольної асоціації. Чотири з п’яти початкових членів правління асоціації були британцями. Швейцарська асоціація одна з семи членів-засновників ФІФА в 1904 році, а в 1913 була перейменована на Швейцарський футбольний союз (ШФС, нім. Schweizerischer Fussballverband). Онімечування назви було одним з заходів, спрямованих на наближення гри, яка в той час все ще сприймалася як суто «британська», до широких кіл населення країни. Окрім того, керівництво сподівалося, що нова назва допоможе привернути увагу спонсорів; ці сподівання почали виправдовуватися вже у 1920-х роках.
Втім, у швейцарському футболі продовжував відчуватися потужний вплив англійської мови; навіть зараз у Швейцарії, на відміну від сусідніх Німеччини та Франції, вживають переважно англійські футбольні терміни (пенальті, гол, корнер, форвард, капітан), а багато провідних клубів країни зберігають англійські назви («Янг Бойз», «Грассхопперс» та інші).
Подальше розповсюдження футболу у Європі відбувалося переважно із Швейцарії, через випускників швейцарських елітних шкіл та університетів, які, повертаючись додому, забирали з собою спогади про гру, якою вони захоплювались під час навчання. До їх числа належати, зокрема, німець Вальтер Бенземан, засновник «Карлсруе», першого футбольного клубу на півдні Німеччини, та італієць Вітторіо Поццо, майбутній знаменитий тренер, який також познайомився із грою у Швейцарії і відіграв вирішальну роль в її популяризації в Італії. Швейцарці, що працювали за кордоном, також багато зробили для розповсюдження футболу: учитель фізкультури Жорж де Ребюї започаткував гру у футбол у Болгарії , Ганс Гампер заснував в 1899 році футбольний клуб «Барселона», більшість засновників міланського клубу «Інтернаціонале» в 1908 році також були швейцарцями. Марсельська команда «Stade Helvétique», за яку грали майже винятково швейцарці, вигравала чемпіонат Франції  в 1909, 1911 і 1913 роках.

### Перші роки національної збірної (1905–1918)
Міжнародні футбольні матчі почали проводитися вже в середині 1890-х років, спочатку на клубному рівні, між клубами сусідніх країн. 4 грудня 1898 року вперше відбувся матч команди, складеної з вибраних гравців швейцарських клубів, з такою же командою гравців клубів південної Німеччини; швейцарці перемогли з рахунком 3:2. Майже половину швейцарської команди складали іноземці, що мешкали у країні, переважно британці. Пізніше відбулись це декілька зустрічей цього типу, зокрема, 8 квітня 1901 року з командою Австрії.

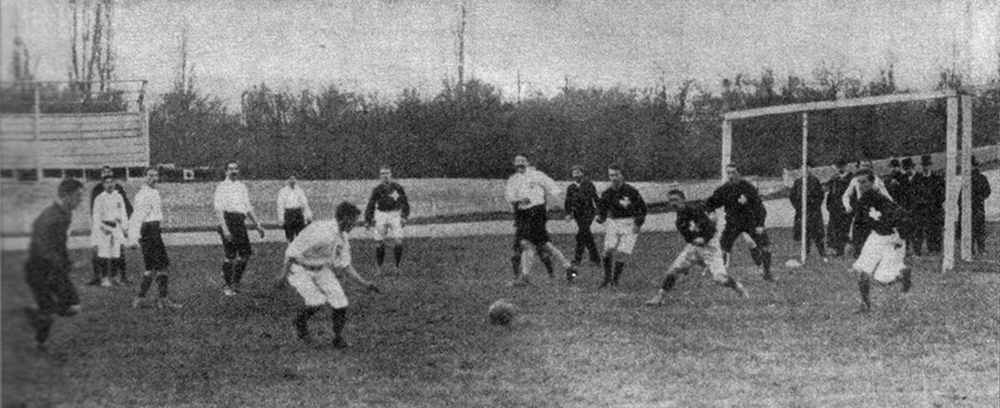
Перший офіційний матч збірної Швейцарії (Швейцарія — Франція, 12 лютого 1905)

Першим офіційним матчем збірної Швейцарії вважається гра 12 лютого 1905 року проти збірної Франції, яка відбулася у Парижі; швейцарці програли 0:1. Гру-відповідь у Женеві через фінансові проблемі клубів вдалося провести лише через три роки. Третій матч збірної Швейцарії, що відбувся у Базелі 5 квітня 1908 року, приніс першу в її історії перемогу: з рахунком 5:3 була переможена збірна Німеччини, для якої це був перший міжнародний матч. 20 квітня 1909 року, також у Базелі, Швейцарія приймала збірну Англії і програла з рахунком 0:9. Цей матч, а також поразка від збірної Угорщини з таким же рахунком двома роками пізніше стали найбільшими поразками швейцарської збірної в її історії. Збірна Швейцарії планувала взяти участь в Олімпійських іграх 1912  року у Стокгольмі, але через брак коштів від цих планів довелося відмовитись.
З початком Першої Світової війни швейцарський футбол зазнав значного занепаду; біля половини ігрових полів закрилося, а багато клубів розпалося через те, що велика кількість гравців була призвана в армію. Утім, Швейцарському футбольному союзу мало-помалу вдалося переконати військове керівництво у відмінних фізичних кондиціях футболістів, що призивалися на військову службу. З 1916 року нормальне функціонування футболу у країні почало відновлюватись. Вдалося також провести п’ять міжнародних зустрічей: два домашніх матчі проти збірної Австрії, та по одній виїзній грі в Італії, Австрії та Угорщині.

### Міжвоєнний період (1918–1939)
Першою післявоєнною грою швейцарської збірної став матч з Францією 29 лютого 1920. 27 червня 1920 в Цюриху відбувся матч проти збірної Німеччини, який супроводжувався гучним міжнародним скандалом, оскільки Швейцарія проігнорувала заборону, накладену ФІФА на міжнародні матчі з командами переможених в Першій Світовій війні країн. Франція оголосила Швейцарії футбольний бойкот, свій протест також висловили Англія і Бельгія. Регіональний футбольний союз Романдії — франкомовних кантонів Швейцарської конфедерації — заборонив своїм членам брати участь в цьому матчі. Попри протести, матч все ж таки відбувся, і швейцарська збірна здобула перемогу з рахунком 4:1. Після матчу Англія подала пропозицію про виключення Німеччини зі складу ФІФА; коли пропозицію відхилили більшістю голосів, Англія у відповідь покинула ФІФА сама. Швейцарія, яка ще в 1919 році подала заявку  на участь у футбольному турнірі Олімпіади 1920 в Антверпені, за тиждень до початку Олімпіади відкликала свою заявку, офіційно через брак коштів, хоча справжньою причиною стали внутрішні чвари між франкомовними та німецькомовними членами організації стосовно майбутніх матчів з німецькою збірною.
Коли швейцарська команда з 17 гравців і трьох тренерів приїхала на Олімпіаду 1924 року до Парижа, керівництво Швейцарського футбольного союзу не очікувало від неї особливих успіхів і навіть заздалегідь придбало груповий зворотний квіток на потяг, чинний протягом лише десяти днів. На попередньому етапі розіграшу Швейцарія перемогла Литву з рахунком 9:0; цей матч досі є найбільшою перемогою збірної за всю її історію. Матч ⅛ фіналу проти Чехословаччини закінчився нічиєю 1:1 в основний і додатковий час. Оскільки післяматчевих пенальті тоді ще не було, довелося грати повторний матч, який Швейцарія виграла з рахунком 1:0. Після перемоги 2:1 над Італією швейцарська газета «Спорт» влаштувала кампанію збору коштів для оплати непередбачено тривалого перебування збірної у Парижі. У півфіналі швейцарці зустрілися з фаворитом турніру збірною Швеції і несподівано перемогли її також з рахунком 2:1. У фіналі, однак, сенсації не трапилося — збірна Швейцарії програла Уругваю 0:3, здобувши срібні медалі Олімпіади і неофіційний титул футбольних чемпіонів Європи.
Після цього успіху продуктивність збірної зазнала різкого спаду. На Олімпійських іграх 1928 року в Амстердамі Швейцарія зіграла єдиний матч і, програвши Німеччині 0:4, була змушена вирушити додому. Також дуже скромними були її успіхи в Кубку Європи для збірних (попереднику майбутнього Чемпіонату Європи з футболу). В усіх шести розіграшах Швейцарія посідала останнє місце, попри те, що в третьому розіграші (1933–1935) швейцарець Леопольд Кільхольц став найкращим бомбардиром турніру (разом з угорцем Дьйордем Шароші). В першому чемпіонаті світу з футболу, що відбувся в 1930 році в Уругваї, Швейцарія, як і багато інших європейських збірних, участі не брала через занадто високі транспортні витрати.
У кваліфікаційному турнірі чемпіонату світу 1934 року в Італії збірній Швейцарії з самого початку пощастило. Матчі з Югославією і Румунією закінчилися внічию, однак потім з’ясувалося, що Румунія випустила на поле гравця, не згаданого в заявці, і Швейцарії присудили технічну перемогу з рахунком 2:0. Напередодні фінальної частини чемпіонату виникла суперечка між Швейцарським футбольним союзом і женевським клубом «Серветт», який вимагав від збірної фінансової компенсації в разі травмування своїх гравців під час чемпіонату і подальшої втрати працездатності. Тільки під загрозою суворих санкції з боку Футбольного союзу «Серветт» нарешті здався і за тиждень до початку чемпіонату погодився відпустити своїх гравців до збірної без фінансових гарантій. В першому матчі фінального турніру Швейцарія перемогла збірну Нідерландів 3:2 і пройшла до чвертьфіналу. У чвертьфінальному матчі вона поступилася з рахунком 2:3 збірній Чехословаччини, майбутньому віце-чемпіону турніру.
Ще в 1931 році Швейцарський футбольний союз заснував футбольну лігу, в якій мали змагатись професійні клубні команди. На жаль, це нововведення не виправдало покладених на нього сподівань. Багато швейцарських футболістів отримували значно привабливіші пропозиції з-за кордону і покидали країну, інтерес глядачів до матчів внутрішнього чемпіонату залишався невисоким, і головна ціль — підвищення класу гравців національної збірної — не була досягнута. Між 1934 і 1938 роками збірна Швейцарії вигравала лише один міжнародний матч з чотирьох. Впливові функціонери вбачали головну причину невдач у професіоналізації футболу, ідеалізуючи досягнення аматорської доби. 1937 року заробітна платня гравців була встановлена на такому низькому рівні, що гравці були змушені шукати собі нову професію. 1943 року тодішній президент ШФС Роберт Цумбюль добився встановлення цілковитої заборони на професійний футбол. Суворі положення передбачали також обов’язкову річну перерву в іграх при переході між клубами і були дещо полегшені лише двома десятиріччями пізніше.
У вересні 1937 року посаду головного тренера національної збірної посів австрієць Карл Раппан, який протягом наступної чверті сторіччя відігравав у швейцарському футболі вирішальну роль. Посаду тренера збірної він обіймав в 1937–1938, 1942–1949, 1952–1954 і 1960–1963 роках. Раппан запровадив винайдену ним ще в Австрії оборонну тактику, яка стала відомою під назвою Schweizer Riegel або verrou (нім. Riegel, фр. verrou — «засув», «клямка») і яка в 1960-х роках послужила основою для італійського катеначо. Ця тактика базувалася на колективній грі з акцентом на обороні і передбачала швидку зміну розташування гравців залежно від ігрової ситуації; вона дозволяла слабшій команді дещо компенсувати брак класу і швидкості й ефективно протистояти сильнішому супернику.

### Передвоєнні і воєнні роки

Перша сторінка швейцарської газети «Спорт» 10 червня 1938 з заголовком «Наша найкраща перемога: Німеччина розбита 4:2»

На шляху до фінального турніру чемпіонату світу 1938 року в Парижі збірна Швейцарії зустрілася в Мілані з Португалією; цей матч швейцарці виграли з рахунком 2:1.
За три місяці до чемпіонату відбувся аншлюс Австрії, і австрійська збірна, хоча й успішно пройшла кваліфікацію, окремою командою участі в чемпіонаті не брала, обидві країни представляла об’єднана команда Третього Рейху, проти якої збірна Швейцарії мала грати свій перший матч фінального турніру. Матч закінчився нічиєю 1:1, і через п’ять днів суперники зустрілися повторно.
Повторний матч 9 червня 1938  вважається однією з найвизначніших ігор в історії швейцарської збірної. Німецька команда, вважалася безсумнівним фаворитом турніру, вела в рахунку 2:0 до сорокової хвилини матчу, після чого її оборона раптом розвалилася; швейцарці забили чотири м’яча один за одним і здобули перемогу 4:2. Перемога над «Великою Німеччиною» стала справжньою сенсацією і була зустрінута бурхливими святкуваннями по всій Швейцарії. Втім, через три дні у чвертьфінальному матчі Швейцарія програла Угорщині 0:2.
Після перемоги над Німеччиною футболісти вже сприймалися у країні не як представники «нешвейцарського» виду спорту, а як справжні національні герої. Численні газетні публікації порівнювали футболістів збірної з героями епохи «Клятвеного союзу», з якого наприкінці XIII ст. почалася Швейцарська конфедерація. «Газетт де Лозанн» писала: «Маленькі швейцарці... билися як при Санкт-Якобі і здобули перемогу, про яку ще довго говоритимуть». Швейцарія зображувалася покладаючою край експансії агресивного Третього Рейха, принаймні на футбольному полі. Футбол відтепер став елементом «духовної оборони» — культурної політики, призваної захистити швейцарські демократичні традиції і культурні цінності від впливу з боку сусідніх тоталітарних держав, а «швейцарський засув» суспільна думка перетворила  на піднесений символ прагнення швейцарців до самоврядування та незалежності. Цей матч навіть знайшов відбиття у літературі: радіотрансляція гри є важливим елементом сюжету роману Отто фон Вальтера «Час фазанів» (1988); тічинський письменник Джованні Ореллі присвятив цілу книгу Ежену Валашеку, швейцарському нападнику, який забив один з голів в цьому матчі («Пісня Валашека», 1991).
Під час Другої Світової війни футбольні клуби країни, за рідкісними винятками, зуміли відносно безболісно пережити період масової мобілізації; гравці вищої ліги, як правило, не мали проблем з отриманням відпустки для участі в матчах національного чемпіонату. Збірна Швейцарії в роки війни зіграла 16 матчів, одинадцять з яких — з командами країн Осі чи їхніми союзниками. Домашні матчі ставали подіями загальнонаціонального масштабу; деякі з них навіть відвідував генерал Анрі Гізан, головнокомандувач швейцарською армією. Хоча держави Осі й особливо Німеччина серед широких верств швейцарського населення були дуже непопулярними, міжнародні матчі збірної проти їхніх команд використовувались політичним керівництвом країни для підтримки образу Швейцарії як беззастережно нейтральної держави. 20 квітня 1941 року, в день народження Адольфа Гітлера, швейцарська збірна перемогла у Берні збірну Німеччини. З цього приводу Йозеф Геббельс написав у своєму листі до імперського міністра спорту Ганса фон Чаммер-унд-Остена, що потрібно «уникати будь-яких спортивних заходів, у сприятливому результаті яких існує хоча б найменший сумнів».

### Чотири післявоєнних чемпіонати світу (1945–1966)
21 травня 1945 року відбувся перший післявоєнний матч проти збірної Португалії. 11 листопада 1945 швейцарці прийняли у себе збірну Італії, поклавши початок її реінтеграції у світовий футбол. Здобувши дві перемоги над збірною Люксембургу Швейцарія вийшла у фінальну частину чемпіонату світу 1950 року в Бразилії; вперше у своїй історії команда мала грати за межами Європейського континенту. Керівництво командою на чемпіонаті світу Швейцарський футбольний союз доручив колишньому гравцю збірної Франко Андреолі. Першу гру групового етапу проти Югославії Швейцарія програла з рахунком 0:3. Противником швейцарців у другому матчі стала команда господарів чемпіонату бразильців, незаперечних фаворитів турніру. Цей матч закінчився несподіваною нічиєю 2:2; за п’ять хвилин до фінального свистка швейцарці проґавили можливість забити переможний м’яч. В третьому матчі проти Мексики швейцарці перемогли з рахунком 2:1, але цього результату не вистачило для виходу з групи.
У 1948 році Швейцарія підтримала заявку Німеччини на відновлення членства у ФІФА, яка, однак, була тоді відхилена. Три матчі між швейцарськими та німецькими клубними командами, які відбулися після того, зазнали гострої критики в закордрнній, особливо голландській, пресі. Швейцарії вдалося уникнути бойкоту з боку ФІФА лише завдяки накладеному Швейцарським футбольним союзом на організаторів цих матчів символічному штрафу в розмірі 500 швейцарських франків. Саме швейцарська збірна стала командою, з якою збірна Німеччини зіграла свій перший по закінченню війни офіційний матч, який відбувся у Штутгарті 22 вересня 1950 року, через кілька днів після повторного прийняття Німецького футбольного союзу до ФІФА.
Президенту Швейцарського футбольного союзу і віце-президенту ФІФА Ернсту Томмену вдалося добитися проведення чемпіонату світу 1954 року саме у Швейцарії. Готувати збірну до чемпіонату в 1952 році знову запросили Карла Раппана. 25 квітня 1954 року швейцарське телебачення провело першу пряму трансляцію матчу збірної; це був товариський матч проти Західної Німеччини, зіграний в рамках підготовки до чемпіонату.
У першому матчі чемпіонату, який відбувся у Лозанні 17 червня 1954, швейцарська збірна перемогла збірну Італії з рахунком 2:1; другий матч у Берні 20 червня вона програла збірній Англії (0:2). Оскільки Швейцарія й Італія набрали в груповому турнірі однакову кількість очок, згідно з регламентом турніру між ними 23 червня в Базелі відбувся додатковий матч; Швейцарія перемогла 4:1 і вийшла до наступного кола змагань. Чвертьфінальний матч проти Австрії, який проходив 26 червня у Лозанні, встановив рекорд результативності на чемпіонатах світу — в ньому було забито 12 голів. Швейцарія, забивши три м’яча на перших 20 хвилинах матчу, надалі втратила цю перевагу і програла з рахунком 5:7. Швейцарська преса назвала цю гру «Лозаннською битвою».
Після чемпіонату світу 1954 в історії збірної почався тривалий період невдач. Перемоги стали дуже рідкісними; під керівництвом Жака Спаньйолі Швейцарія навіть не зуміла потрапити до фінального турніру чемпіонату світу 1958, програвши два кваліфікаційних матчі із трьох і лише один зігравши внічию. 1960 року Футбольний союз вчетверте (і востаннє) запросив до керівництва командою Карла Раппана. Після трьох перемог і одної поразки в кваліфікації до чемпіонату світу 1962 Швейцарія набрала однакову кількість очок з віце-чемпіоном світу Швецією. Для визначення учасника фінального турніру довелося зіграти додаткову гру, яка відбулася на нейтральній території, в Західному Берліні, 12 листопада 1961; оскільки лише за три місяці до того трапилася Берлінська криза і виросла Берлінська стіна, футбольний матч в ізольованому Західному Берліні набув значного політичного резонансу. Швейцарія перемогла в цьому матчі з рахунком 2:1 і потрапила до фінального розіграшу чемпіонату світу, який проводився у Чилі. Втім, Швейцарія швидко вибула із змагань, програвши всі три матчі групового етапу — з командами Західної Німеччини, Італії і господаря турніру Чилі.
Улітку 1964 року на чолі збірної став знаменитий італійський тренер Альфредо Фоні, переможець Олімпіади 1936 і чемпіон світу 1938. Швейцарія успішно пройшла кваліфікаційний турнір до чемпіонату світу 1966 року в Англії, завдячуючи як власній перемозі 2:1 над Нідерландами, так і неочікуваному успіхові збірної Албанії, яка несподівано обіграла значно сильнішу збірну Північної Ірландії. Однак у фінальному турнірі резерв удачі виявився вичерпаним, і збірна знову програла усі три групові матчі, цього разу збірним ФРН, Іспанії й Аргентини. Значно більшу увагу преси, ніж дії команди на футбольному полі, привернула нічна мандрівка автостопом гравців збірної Якоба Куна, Лео Ейхмана і Вернера Ляймгрубера, яких після цього за їхню, немовби скандальну поведінку, на кілька місяців вигнали з команди. Цей випадок мав продовження і навіть призвів до судового позову футболістів проти керівництва Футбольного союзу за звинуваченням в образі. Справа завершилася компромісом лише рік по тому.

### Епоха «достойних поразок» (1967–1989)
Уже в 1962 році Карл Раппан писав: «Якщо ми не реорганізуємо управління нашим футболом, причому негайно, то, хоча час від часу ми здобуватимемо перемогу в тому чи іншому матчі завдяки удачі чи нашій репутації колишнього «швейцарського дива», але в довгостроковій перспективі будемо мало на що здатні на міжнародній арені.» Його прогноз виявився абсолютно точним. Поступовий занепад і зниження класу як збірної, так і швейцарського футболу загалом мав декілька причин.
Тактика «швейцарської клямки» застаріла і почала виходити з ужитку на клубному рівні. Удовж мовної межі в національному футболі виникло щось на зразок футбольного «ростіграбена» (умовна історична межа між франко- і німецькомовною Швейцарією). У німецькомовній частині країни склався атлетичний, прямий і безхитрісний стиль гри з акцентом на захист, в якому цінувалась дисципліна і фізична потужність гравців. Клуби Романдії і (певною мірою) Тічино тяжіли до комбінаційного атакувального стилю з великою кількістю коротких пасів, який надавав перевагу досвідченим гравцям з досконалою технікою володіння м’ячем. Ці дуже різні культури футбольної гри не вдавалося поєднати протягом більше ніж 25 років. Між 1967 і 1989 роками у збірній змінилося десять тренерів, але жодному не вдалося досягти поставленої перед ним мети — дістатись фінального розіграшу чемпіонату світу або Європи.
Громадською думкою того часу вважалося, що ідеальний швейцарський спортсмен повинен бути аматором або, якнайбільше, напівпрофесіоналом; до чисто професійного спорту з пов’язаною з ним комерціалізацію і підвищеною увагою засобів масової інформації громадськість ставилася негативно, або, принаймні, скептично. До того ж, політичне керівництво країни в той час не робило практично нічого для підтримки ні спорту високих досягнень, ні фізичної культури загалом. 1964 року парламент навіть прийняв закон, згідно з яким для зниження високої кон’юнктури на короткий час було заборонено будівництво нових спортивних споруд. Професіоналізація футбольних клубів всерйоз почалася лише в середині 1970-х років; штучно затягнута Швейцарським футбольним союзом епоха напівпрофесійних гравців і працюючих на громадських засадах тренерів поступово закінчувалася. В юніорському спорті професійні тренери з’явилися лише в 1995 році.
В 1970-ті роки стосовно ігор збірної дуже часто вживався вираз «достойна поразка»: збірна програвала непропорційно велику кількість своїх матчів, але переважно з різницею всього в один м’яч; нічия з сильним суперником святкувалася як перемога. Через це швейцарська збірна з часом дедалі більше і більше втрачала авторитет у світі. Лише під керівництвом Пауля Вольфісберга намітилися перспективи для покращення становища. В товариських матчах збірна час від часу здобувала видовищні перемоги, як, наприклад, в 1982 році, коли вона обіграла чемпіонів світу того року італійців на їхньому полі з рахунком 1:0. Однак у кваліфікаційних турнірах Швейцарію продовжували переслідувати невдачі. Лише наприкінці 1980-х років, коли тренеру Даніелю Жандюпе, з яким пов’язували великі сподівання, також не вдалося їх виправдати і досягти очікуваного результату, ШФС нарешті розпочав запізнілі реформи керівних структур і системи підготовки юніорів.

### Зліт і падіння (1989–2001)
В 1989 ШФС призначив головним тренером збірної німця Улі Штіліке. Відразу після призначення на посаду йому вдалося досягти значного успіху, обігравши з рахунком 1:0 збірну Бразилії. Хоча кваліфікаційний турнір до чемпіонату світу 1990 вже закінчився, бажана зміна менталітету — перехід від звичайної до того захисної тактики, яку газети глузливо прозвали «ТОВ “Провал”» до атакувальнішого стилю гри — потребувала значного часу. Швейцарії не вистачило лише одного очка для того, щоб потрапити до фінального розіграшу чемпіонату Європи 1992 (в якому тоді ще брали участь лише вісім команд).
З 1992 року роботу Штіліке продовжив англієць Рой Годжсон. Кваліфікаційний турнір до чемпіонату світу 1994 проходив успішно; Швейцарія посіла у групі друге місце після Італії, здобувши право виступати у фінальних змаганнях чемпіонату світу вперше за останні 28 років, а в рейтингу ФІФА в серпні 1993 досягла третього місця . Матч відкриття чемпіонату зі збірною США — господарем турніру — завершився внічию з рахунком 1:1. В другому матчі швейцарці розгромили збірну Румунії (4:1), і попри поразку 0:2 від Колумбії потрапили до ⅛ фіналу, де поступились збірній Іспанії з рахунком 0:3.
Кваліфікаційний турнір чемпіонату Європи 1996 Швейцарія закінчила на першому місці у групі. Особливу увагу преси привернув матч проти Швеції, який проходив 6 вересня 1995 у Ґетеборзі. За ініціативою капітана збірної Алена Сюттера під час виконання національних гімнів гравці підійняли транспарант з написом «Stop it, Chirac!», протестуючи проти рішення французького президента Жака Ширака почати випробування атомної зброї на атолі Муруроа. Після цього випадку УЄФА заборонила будь-які політичні акції на футбольному полі, але ніяких санкцій стосовно гравців вжито не було, а їхній демарш співчутливо зустріли глядачі і преса.
Годжсона, який достроково розірвав контракт із ШФС, змінив на посаді головного тренера збірної португалець Артур Жорже, який з самого початку потрапив під вогонь критики. Після того, як він не включив до складу збірної на чемпіонаті Європи улюбленців швейцарської публіки Адріана Кнупа і Алена Сюттера, а потім відмовився коментувати своє рішення, бульварна газета «Блік» почала найдовшу і найсильнішу кампанію боротьби проти тренера національної збірної за всю історію Швейцарії. Попри запеклу полеміку у пресі швейцарська команда вдало почала чемпіонат, зігравши внічию з господарем турніру Англією. Однак у двох наступних матчах групового турніру швейцарців спіткала невдача: вони програли Нідерландам 0:2 і Шотландії 0:1 і дочасно вирушили додому, а Артур Жорже негайно пішов у відставку і був замінений на австрійця Рольфа Фрінгера. Єдиний швейцарський гол на цьому чемпіонаті забив з пенальті в ворота Англії Кубілай Тюрк’їлмаз, який довгий час утримував звання найкращого бомбардира збірної Швейцарії.
Жеребкування кваліфікаційного турніру чемпіонату світу 1998 помістило Швейцарію у відверто легку групу. Однак вже перший матч цього відбірного циклу, який відбувався у Баку 31 серпня 1996, закінчився ганебною поразкою з рахунком 0:1 від явного аутсайдера збірної Азербайджану. Розчарування публіки від цього матчу можна порівняти тільки з програшем Австрії Фарерським островам в 1990, прозваним австрійською пресою «поразкою сторіччя». Решту цього кваліфікаційного циклу Швейцарія відіграла також дуже невдало; окрім азербайджанського фіаско вона програла 1:2 слабкій команді Фінляндії і розгромно поступилась збірній Норвегії — 0:5 . Посівши у групі передостаннє місце, швейцарці залишилися за межами чемпіонату світу.
У 1998 році Рольфа Фрінгера змінив француз Жильбер Гресс. Швейцарії майже вдалося пройти кваліфікацію до чемпіонату Європи 2000; вона посіла друге місце у групі разом з Данією, маючи кращу різницю забитих та пропущених м’ячів, але через гірші показники у двосторонніх зустрічах знову не потрапила до континентальної першості. 2000 року головним тренером став аргентинець Енсо Троссеро, однак досягти довгожданої мети — кваліфікації до чемпіонату світу 2002 — не вдалося і йому: по закінченні кваліфікації Швейцарія опинилася на четвертому місці в групі, випередивши тільки Фарерські острови і Ліхтенштейн і пропустивши вперед Сербію і Чорногорію, Словенію і Росію.
Називалися дві причини цього занепаду на рубежі тисячоліть: багато архітекторів швейцарських успіхів першої половини 1990-х після чемпіонату Європи 1996 покинули великий футбол, бо вийшли зі спортивного віку, тоді як розпочата всередині 1990-х програма виховання нових кадрів ще не встигла віднайти та підготувати для збірної достатньо талановитих молодих гравців. Однак це становище мало змінитись вже найближчим часом.

### Успіхи з Якобом Куном (2001—2008)

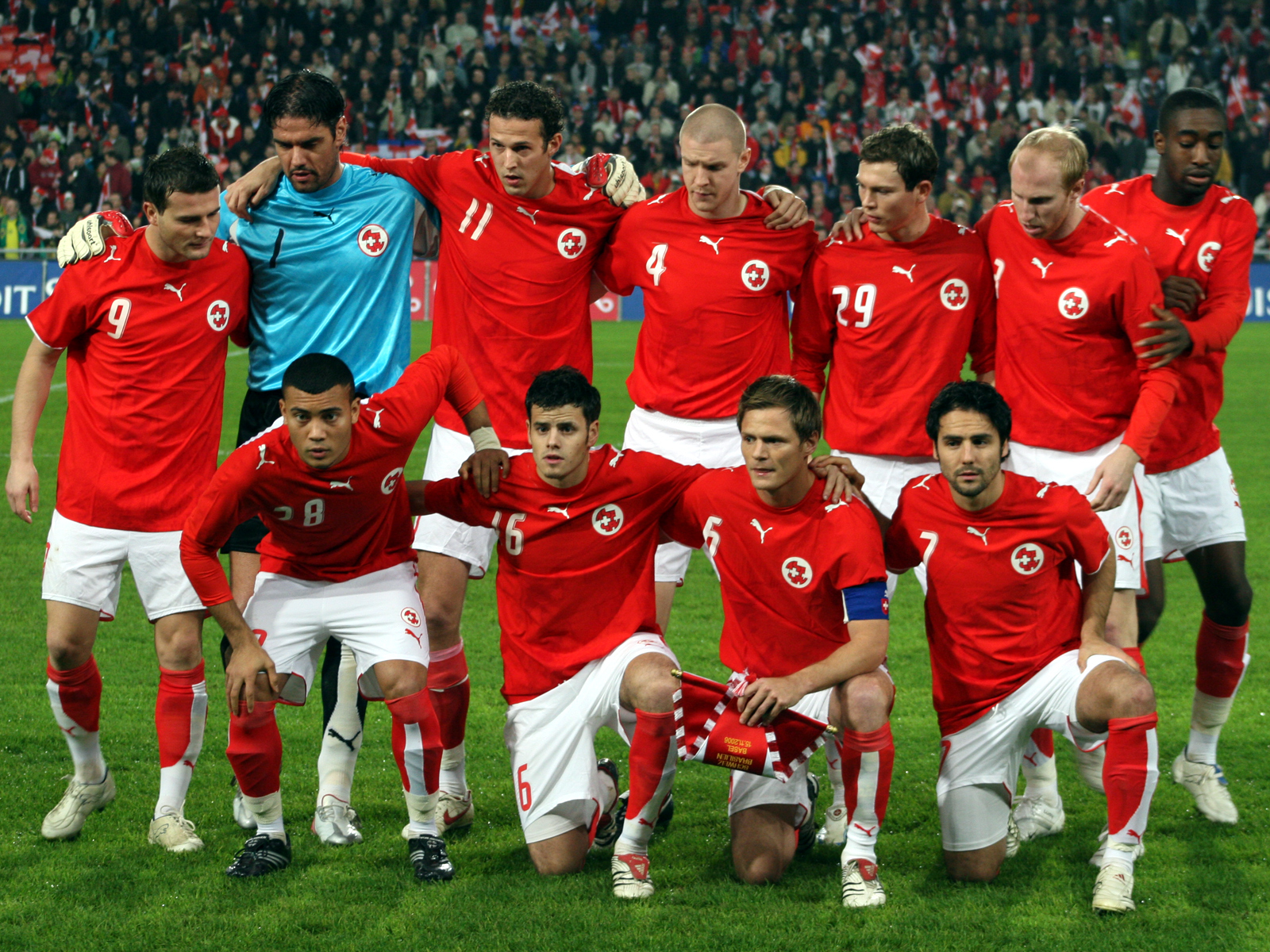
Збірна Швейцарії перед товариським матчем з Бразилією 15 листопада 2006.

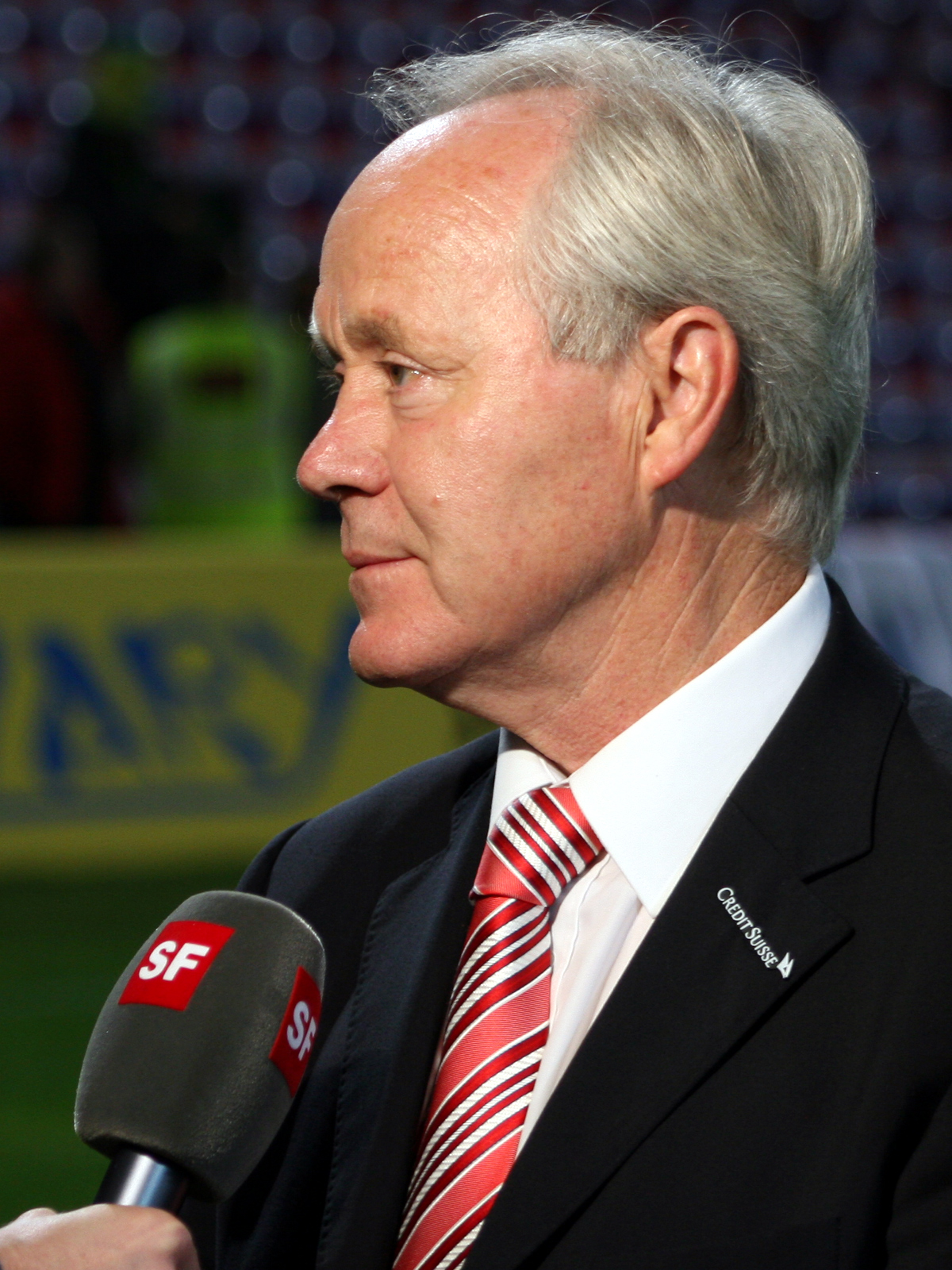
Якоб Кун

Після відставки Троссеро збірну Швейцарії очолив Якоб Кун. В 1962–1972 роках він сам грав за національну збірну, а до призначення на посаду тренував молодіжну збірну Швейцарії (U-21). Відразу після перших матчів швейцарська преса назвала призначення Куна черговою помилкою, але протягом наступного року у грі команди намітилися явні позитивні тенденції. Куну вдалося інтегрувати в команду ним же вихованих гравців молодіжної збірної, здійснивши таким чином зміну поколінь. Кваліфікаційний турнір до чемпіонату Європи 2004 року збірна Швейцарії завершила на першому місці у групі, випередивши команди Росії й Ірландії. Однак на фінальному турнірі в Португалії швейцарцям підтвердити свій клас не вдалося: після нульової нічиєї з Хорватією вона зазнала поразки від Англії (0:3) та Франції (1:3) і покинула турнір. Єдиний швейцарський гол на чемпіонаті забив 18-річний Йохан Фонлантен, який став наймолодшим бомбардиром в історії європейської першості.
Кваліфікацію до чемпіонату світу 2006 року Швейцарія закінчила на другому місці в групі, пропустивши вперед Францію, і мала змагатися за вихід до фінальної частини чемпіонату в стикових матчах проти Туреччини, бронзового призера попереднього чемпіонату. Після домашньої перемоги 2:0 в Берні швейцарці програли у Стамбулі 2:4, але завдяки голам, забитим на виїзді здобули перевагу і потрапили на чемпіонат. Стикові матчі проходили у вкрай напруженій атмосфері, яка по закінченні матчу у Стамбулі вилилася у ганебну бійку між гравцями, тренерами і поліцією; кількох швейцарців  сильно побили, а Стефан Гріхтінг на десять днів потрапив до лікарні. Багатьох турецьких гравців, а також одного швейцарця — Бенджаміна Гуггеля, оштрафували на значні суми і дискваліфікували на кілька ігор; збірна Туреччини перші три домашні матчі наступного відбірного циклу мала зіграти за кордоном у відсутності вболівальників.
У фінальному розіграші чемпіонату світу 2006 у Німеччині збірна Швейцарії звела внічию 0:0 зустріч із Францією, перемогла команди Південної Кореї й Того з однаковим рахунком 2:0 і, посівши друге місце у групі, потрапила до наступного раунду. Основний і додатковий час матчу ⅛ фіналу проти збірної України закінчився нульовою нічиєю; але в серії післяматчевих пенальті швейцарці не зуміли забити жодного голу і програли з остаточним рахунком 0:3. Збірна Швейцарія стала єдиною командою на чемпіонатах світу, яка вибула із змагань, не пропустивши жодного голу в ігровий час. Також вона є єдиною командою, що не забила жодного голу в серії післяматчевих пенальті.
У січні 2007 року збірна Швейцарії піднялася в рейтингу ФІФА до 17 місця. Через рік вона зазнала значного падіння (44-те місце в січні 2008), але це не завадило одному з господарів чемпіонату Європи 2008 (разом із Австрією) автоматично взяти у фінальній частині змагань. Жереб звів швейцарців в групу зі збірними Чехії, Португалії і Туреччини. Перший матч завершився мінімальною поразкою 0:1 чехам. Єдиний м'яч забив Вацлав Сверкош після травми провідного нападника Швейцарії Александера Фрая. Другий матч проти турків розпочався більш вдало — на 32 хвилині Хакан Якін відкрив рахунок. Але на 57 хвилині збірна Туреччини відновила паритет, а на 92-й позбавила Швейцарію будь-яких шансів на вихід з групи — 1:2. В останньому турі збірна Швейцарії змогла грюкнути дверима, перемігши лідера групи, збірну Португалії, з рахунком 2:0. Виступ на домашньому турнірі визнали невдалим і Якоб Кун залишив тренерський місток.

### Гітцфельд на чолі збірної (2008—2014)
Наступником Якоба Куна став Оттмар Гіцфельд. Під його керівництвом шлях до чемпіонату світу 2010 року Швейцарія пройшла без серйозних осічок, якщо такою не вважати несподівану поразку збірній Люксембургу. Вона посіла перше місце в своїй групі і напряму потрапила у фінальну частину, випередивши таких конкурентів, як Грецію (яка пройшла туди ж через стикові матчі, перемігши Україну за підсумком двох зустрічей), Ізраїль і Латвію. А от у фінальній пульці Швейцарія виступила невдало. Вона стала третьою в групі H, набравши 4 очки, три з яких здобуті за рахунок сенсаційної перемоги над майбутніми чемпіонами світу іспанцями (єдиний гол забив Желсон Фернандеш).
Чемпіонат Європи 2012 року Швейцарія пропустила, не випередивши в кваліфікації Англію і Чорногорію, проте вже у відбірковому турнірі на чемпіонат світу 2014 року з першого місця достроково оформила вихід у фінальну частину, обійшовши команди Ісландії, Словенії, Норвегії, Албанії і Кіпру. Одним з найбільш пам'ятних став матч проти Ісландії, коли Швейцарія незбагненним чином втратила перемогу, ведучи 4:1 і домігшись тільки нічиєї 4:4, однак це не завадило альпійцям зайняти перше місце, а ісландцям дозволило в підсумку вийти в стикові матчі.
На чемпіонаті Швейцарія потрапили в групу з Францією, Еквадором і Гондурасом. У першому матчі збірна насилу перемогла Еквадор (2:1), забивши образливий для нього гол на останній доданій хвилині гри. Потім збірна отримала розгром від Франції (2:5). У заключному турі Швейцарія обіграла Гондурас (3:0) і вийшла з групи, залишивши позаду Еквадор. В 1/8 фіналу швейцарців зупинила команда Аргентини в додатковий час (0:1). Ця гра стала завершенням видатної тренерської кар'єри Оттмара Гітцфельда.

### Теперішній час (з 2014)
Новим тренером збірної став Владімір Петкович, який прийшов з італійського «Лаціо», маючи значний досвід гри та тренерства у швейцарських клубах. 22 лютого 2014 року жереб звів Швейцарію у кваліфікації на Євро-2016 в групу Е з Англією, Словенією, Сан-Марино, Литвою та Естонією. Перші дві гри під керівництвом нового тренера проти Англії та Словенії завершилися поразками, проте подальші перемоги над Сан-Марино та Литвою з однаковим рахунком 4:0 та Естонією (3:0), повернули команду у боротьбу за вихід до фінальної частини турніру.

## Спортивна форма
Форма гравців збірної Швейцарії залишається майже незмінною ще з часів її першого матчу в 1905 році. Свої домашні матчі збірна грає в червоних футболках, білих трусах та червоних гетрах. Червоно-біла кольорова гамма повторює мотиви швейцарського прапора. В гостьових матчах кольорова гамма інвертується; іноді команда грає в повністю червоній чи повністю білій формі. Протягом 75-ти років на лівій стороні грудей зображувався швейцарський хрест: на домашній формі білий, на гостьовій — білий в червоному колі; за цей час розмір хреста зменшився десь на третину. На початку 1980-х років на цьому місці почали розміщувати логотип Швейцарського футбольного союзу, в якому форму хреста має порожній простір між контурами літер, що складають абревіатури ASF (фр. Association suisse de foolball і італ. Associazione Svizzera di Football) і SFV (нім. Schweizerischer Fussballverband). Офіційний виробник спортивного одягу для команди — німецька фірма «Пума». Лише товариський матч проти Австрії 11 жовтня 2006 року збірна Швейцарії грала у футболках золотисто-жовтого кольору.

## Участь у міжнародних турнірах
До цього дня збірна Швейцарії ніколи не виборювала чемпіонських титулів. Її найвищим досягненням станом на початок 2008 року залишаються срібні медалі Олімпіади 1924 року в Парижі, де вона програла у фінальному матчі команді Уругваю. Найвищім досягненням на чемпіонатах світу став вихід до чвертьфіналу — в 1934, 1938 і 1954 роках. На чемпіонатах Європи, до фінальної стадії яких Швейцарія діставалася лише двічі (в 1996 і 2004 роках), вона ніколи не виходила за межі групового турніру.
В останні роки найзначніші успіхи демонструють молодіжні збірні країни. Збірна Швейцарії U-17 стала чемпіоном Європи 2002, у фінальному матчі подолавши за допомогою серії післяматчевих пенальті збірну Франції з рахунком 4:2. Швейцарська збірна U-21 в 2002 і 2004 роках доходила до півфіналу європейської першості.
     Господарі       Переможці       Фіналісти       Третє місце       Четверте місце  

### Чемпіонати світу
| Рік  | Країна                  | Досягнення              | В | Н | П | Голи  | Примітки   |
| ---- | ----------------------- | ----------------------- | - | - | - | ----- | ---------- |
| 1930 | Уругвай                 | Не брала участі         | – | – | – | –     |            |
| 1934 | Італія                  | Чвертьфінал             | 1 | 0 | 1 | 5:5   |            |
| 1938 | Франція                 | Чвертьфінал             | 1 | 1 | 1 | 5:5   |            |
| 1950 | Бразилія                | Груповий етап           | 1 | 1 | 1 | 4:6   |            |
| 1954 | Швейцарія               | Чвертьфінал             | 2 | 0 | 2 | 11:11 |            |
| 1958 | Швеція                  | Не пройшла кваліфікацію | – | – | – | –     |            |
| 1962 | Чилі                    | Груповий етап           | 0 | 0 | 3 | 2:8   |            |
| 1966 | Англія                  | Груповий етап           | 0 | 0 | 3 | 1:9   |            |
| 1970 | Мексика                 | Не пройшла кваліфікацію | – | – | – | –     |            |
| 1974 | ФРН                     | Не пройшла кваліфікацію | – | – | – | –     |            |
| 1978 | Аргентина               | Не пройшла кваліфікацію | – | – | – | –     |            |
| 1982 | Іспанія                 | Не пройшла кваліфікацію | – | – | – | –     |            |
| 1986 | Мексика                 | Не пройшла кваліфікацію | – | – | – | –     |            |
| 1990 | Італія                  | Не пройшла кваліфікацію | – | – | – | –     |            |
| 1994 | США                     | 1/8 фіналу              | 1 | 1 | 2 | 5:7   | Докладніше |
| 1998 | Франція                 | Не пройшла кваліфікацію | – | – | – | –     |            |
| 2002 | Південна Корея / Японія | Не пройшла кваліфікацію | – | – | – | –     |            |
| 2006 | Німеччина               | 1/8 фіналу              | 2 | 1 | 1 | 4:0   | Докладніше |
| 2010 | ПАР                     | Груповий етап           | 1 | 1 | 1 | 1:1   | Докладніше |
| 2014 | Бразилія                | 1/8 фіналу              | 2 | 0 | 2 | 7:7   | Докладніше |
| 2018 | Росія                   | 1/8 фіналу              | 1 | 2 | 1 | 5:5   |            |
| 2022 | Катар                   | 1/8 фіналу              | 2 | 0 | 2 | 5:9   | Докладніше |

### Чемпіонати Європи
| Рік  | Країна               | Досягнення              | В | Н | П | Голи | Примітки   |
| ---- | -------------------- | ----------------------- | - | - | - | ---- | ---------- |
| 1960 | Франція              | Не пройшла кваліфікацію | – | – | – | –    |            |
| 1964 | Іспанія              | Не пройшла кваліфікацію | – | – | – | –    |            |
| 1968 | Італія               | Не пройшла кваліфікацію | – | – | – | –    |            |
| 1972 | Бельгія              | Не пройшла кваліфікацію | – | – | – | –    |            |
| 1976 | Югославія            | Не пройшла кваліфікацію | – | – | – | –    |            |
| 1980 | Італія               | Не пройшла кваліфікацію | – | – | – | –    |            |
| 1984 | Франція              | Не пройшла кваліфікацію | – | – | – | –    |            |
| 1988 | ФРН                  | Не пройшла кваліфікацію | – | – | – | –    |            |
| 1992 | Швеція               | Не пройшла кваліфікацію | – | – | – | –    |            |
| 1996 | Англія               | Груповий етап           | 0 | 1 | 2 | 1:4  | Докладніше |
| 2000 | Бельгія / Нідерланди | Не пройшла кваліфікацію | – | – | – | –    |            |
| 2004 | Португалія           | Груповий етап           | 0 | 1 | 2 | 1:6  | Докладніше |
| 2008 | Австрія / Швейцарія  | Груповий етап           | 1 | 0 | 2 | 3:3  | Докладніше |
| 2016 | Франція              | 1/8 фіналу              | 1 | 3 | 0 | 3:2  | Докладніше |
| 2020 | Європа               | 1/4 фіналу              | 2 | 1 | 2 | 8:9  | Докладніше |

### Кубок Європи для збірних
| Роки      | Досягнення                                                 | В | Н | П | Голи  | Примітки |
| --------- | ---------------------------------------------------------- | - | - | - | ----- | -------- |
| 1927—1930 | 5 місце                                                    | 0 | 0 | 8 | 11:28 |          |
| 1931—1932 | 5 місце                                                    | 2 | 1 | 5 | 16:30 |          |
| 1935—1935 | 5 місце                                                    | 1 | 1 | 6 | 13:24 |          |
| 1936—1938 | Розіграш дочасно завершено через аншлюс Австрії Німеччиною | 1 | 1 | 6 | 16:25 |          |
| 1948—1953 | 5 місце                                                    | 0 | 3 | 5 | 12:25 |          |
| 1955—1960 | 6 місце                                                    | 0 | 2 | 8 | 10:37 |          |

### Виступи наОлімпійських іграх
| Рік  | Місто     | Досягнення                  | В | Н | П | Голи | Примітки |
| ---- | --------- | --------------------------- | - | - | - | ---- | -------- |
| 1924 | Париж     | Друге місце (срібні медалі) | 4 | 1 | 1 | 16:6 |          |
| 1928 | Амстердам | Попередній етап             | 0 | 0 | 1 | 0:4  |          |

### Ліга націй УЄФА
| Ліга націй УЄФА | Ліга націй УЄФА | Ліга націй УЄФА | Ліга націй УЄФА | Ліга націй УЄФА | Ліга націй УЄФА | Ліга націй УЄФА | Ліга націй УЄФА | Ліга націй УЄФА | Ліга націй УЄФА | Ліга націй УЄФА |
| Рік             | Ліга            | Група           | І               | В               | Н               | П               | М+              | М-              | П/П             | Рей             |
| --------------- | --------------- | --------------- | --------------- | --------------- | --------------- | --------------- | --------------- | --------------- | --------------- | --------------- |
| 2018—19         | A               | 2               | 6               | 3               | 1               | 2               | 15              | 8               | Same position   | 4-е             |
| 2020—21         | A               | 4               | 6               | 1               | 3               | 2               | 9               | 8               | Same position   | 11-е            |
| 2022—23         | A               | 2               | 6               | 3               | 0               | 3               | 6               | 9               | Same position   | 9-е             |
| 2024—25         | A               | Буде визначено  | Буде визначено  | Буде визначено  | Буде визначено  | Буде визначено  | Буде визначено  | Буде визначено  | Буде визначено  | Буде визначено  |
| Усього          | Усього          | Усього          | 18              | 7               | 4               | 7               | 30              | 25              |                 |                 |

## Тренерський штаб
Головний тренер збірної призначається правлінням Швейцарського футбольного союзу. З допомогою своїх асистентів він керує підготовкою національної збірної і має право одноособово приймати рішення щодо комплектації команди. З 2001 до 2008 року посаду головного тренера обіймав Якоб Кун, тренера воротарів — Еріх Бургенер, менеджером команди в червні 2007 року став Адріан Кнуп (всі троє — колишні гравці збірної). 19 лютого 2008 року ШФС підписав дворічний контракт з новим тренером — німцем Оттмаром Гіцфельдом; він очолив команду з 1 липня 2008 року, відразу по закінченні чемпіонату Європи, і почав тренувати збірну під час кваліфікаційного турніру до чемпіонату світу 2010 року у Південній Африці.

## Гравці збірної

### Поточний склад
Наступні 26 гравців були оголошені у списку збірної для участі у Євро-2024.
Матчі та голи наведені станом на 17 травня 2024 року.
| № | Поз. | Гравець                | Дата народження (вік)            | Ігри | Голи | Клуб                     |
| - | ---- | ---------------------- | -------------------------------- | ---- | ---- | ------------------------ |
|   | ВР   | Янн Зоммер             | 17 грудня 1988 (вік 35 років)    | 88   | 0    | Інтернаціонале           |
|   | ВР   | Івон Мвого             | 6 червня 1994 (вік 30 років)     | 8    | 0    | Лор'ян                   |
|   | ВР   | Грегор Кобель          | 6 грудня 1997 (вік 26 років)     | 5    | 0    | Боруссія (Дортмунд)      |
|   |      |                        |                                  |      |      |                          |
|   | ЗХ   | Рікардо Родрігес       | 25 серпня 1992 (вік 31 рік)      | 114  | 9    | Торіно                   |
|   | ЗХ   | Фабіан Шер             | 20 грудня 1991 (вік 32 роки)     | 80   | 8    | Ньюкасл Юнайтед          |
|   | ЗХ   | Мануель Аканджі        | 19 липня 1995 (вік 28 років)     | 58   | 3    | Манчестер Сіті           |
|   | ЗХ   | Ніко Ельведі           | 30 вересня 1996 (вік 27 років)   | 51   | 1    | Боруссія (Менхенгладбах) |
|   | ЗХ   | Сільван Відмер         | 5 березня 1993 (вік 31 рік)      | 41   | 3    | Майнц 05                 |
|   | ЗХ   | Седрік Цезігер         | 24 червня 1998 (вік 25 років)    | 3    | 0    | Вольфсбург               |
|   | ЗХ   | Леонідас Стергіу       | 3 березня 2002 (вік 22 роки)     | 1    | 0    | Штутгарт                 |
|   |      |                        |                                  |      |      |                          |
|   | ПЗ   | Граніт Джака (капітан) | 27 вересня 1992 (вік 31 рік)     | 123  | 14   | Баєр 04                  |
|   | ПЗ   | Джердан Шачірі         | 10 жовтня 1991 (вік 32 роки)     | 121  | 30   | Чикаго Файр              |
|   | ПЗ   | Ремо Фройлер           | 15 квітня 1992 (вік 32 роки)     | 65   | 8    | Болонья                  |
|   | ПЗ   | Деніс Закарія          | 20 листопада 1996 (вік 27 років) | 54   | 3    | Монако                   |
|   | ПЗ   | Мішель Ебішер          | 6 січня 1997 (вік 27 років)      | 18   | 0    | Болонья                  |
|   | ПЗ   | Фабіан Рідер           | 16 лютого 2002 (вік 22 роки)     | 4    | 0    | Ренн                     |
|   | ПЗ   | Ардон Яшарі            | 30 липня 2002 (вік 21 рік)       | 2    | 0    | Люцерн                   |
|   | ПЗ   | Венсан Сьєрро          | 8 жовтня 1995 (вік 28 років)     | 1    | 0    | Тулуза                   |
|   |      |                        |                                  |      |      |                          |
|   | НП   | Брель Емболо           | 14 лютого 1997 (вік 27 років)    | 63   | 13   | Монако                   |
|   | НП   | Стівен Цубер           | 17 серпня 1991 (вік 32 роки)     | 52   | 10   | АЕК (Афіни)              |
|   | НП   | Рубен Варгас           | 5 серпня 1998 (вік 25 років)     | 41   | 7    | Аугсбург                 |
|   | НП   | Ренато Штеффен         | 3 листопада 1991 (вік 32 роки)   | 39   | 4    | Лугано                   |
|   | НП   | Ноа Окафор             | 24 травня 2000 (вік 24 роки)     | 21   | 2    | Мілан                    |
|   | НП   | Зекі Амдуні            | 4 грудня 2000 (вік 23 роки)      | 13   | 6    | Бернлі                   |
|   | НП   | Дан Ндоє               | 25 жовтня 2000 (вік 23 роки)     | 9    | 0    | Болонья                  |
|   | НП   | Квадво Дуа             | 24 лютого 1997 (вік 27 років)    | 0    | 0    | Лудогорець               |

### Гравці-рекордсмени

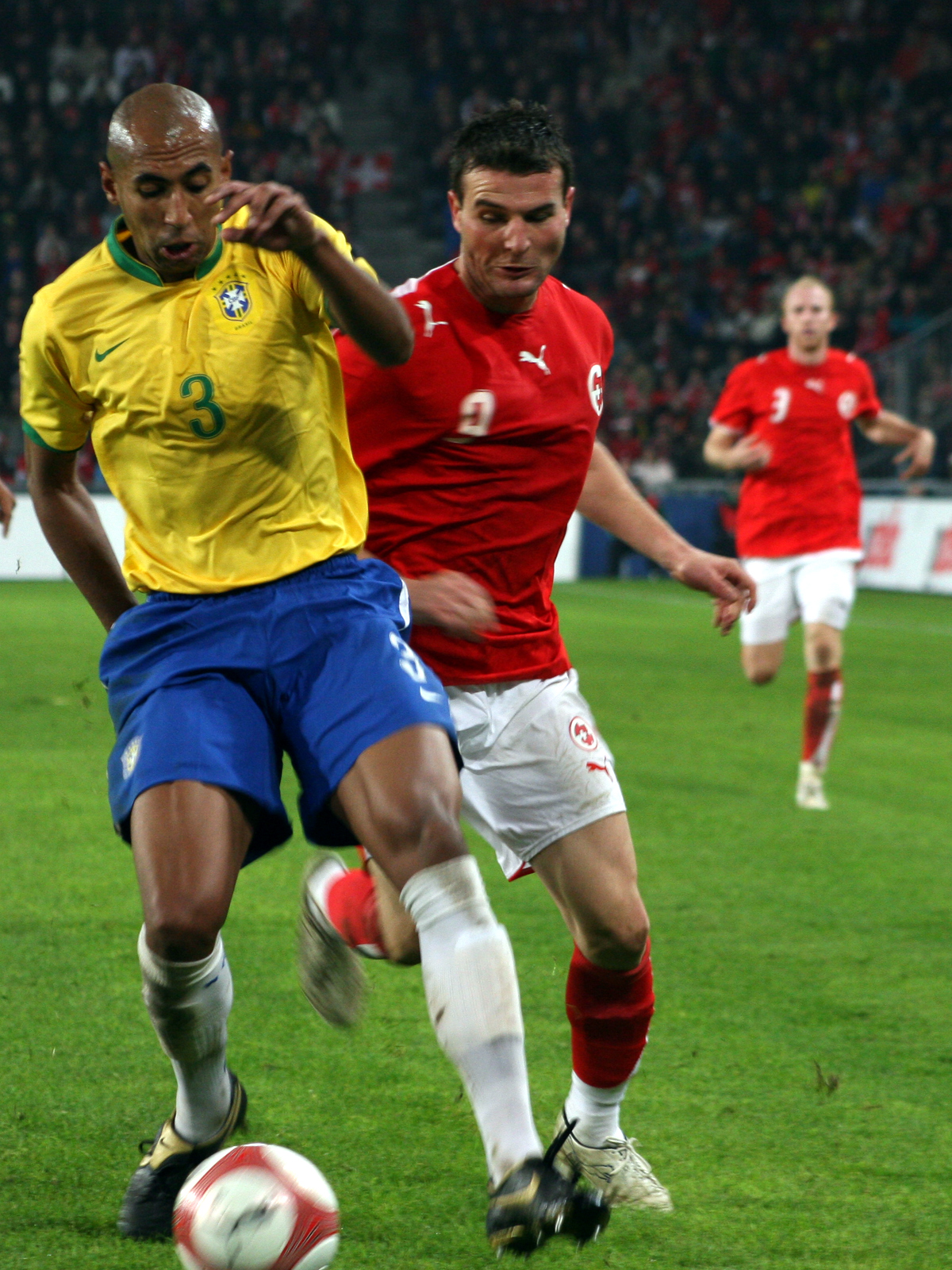
Александер Фрай (праворуч) в матчі проти Бразилії 15 листопада 2006 (1:2)

На початку футбольної ери міжнародні матчі проводились значно рідше, ніж зараз. Рудольф Рамзаєр став першим, хто подолав межу в 50 ігор за національну збірну: з 1920 по 1931 роки він брав участь у 59 матчах збірної. Трохи пізніше його рекорд покращив Макс Абегглен (68 ігор з 1922 по 1937 роки). Рекорд, встановлений Северіно Мінеллі (80 ігор між 1930 і 1943 роками) тривалий час залишався неперевершеним і був покращений Гайнцем Германном лише через 40 років (117 ігор в 1978–1991). З гравців поточного складу найбільше наблизився до рекорду Германна Патрік Мюллер (76 ігор), який в загальному списку посідає восьме місце.
Брати Абегглени були найкращими бомбардирами збірної першої половини XX ст. Макс Абегглен забив 32 м’яча в 68 матчах, Андре Абегглен — 30 м’ячів у 52 матчах. Цей рекорд також утримувався понад 40 років, поки не був перевершений Кубілаєм Тюрк’їлмазом, який в 60 матчах забив 34 м’яча і з 2001 року є найкращим бомбардиром збірної Швейцарії за всю її історію. З активних на початок 2008 року гравців найпродуктивнішим голеадором є Александер Фрай, який забив 32 м’яча в 56 матчах (третя позиція в загальному списку).
Дані наведені станом на 25 листопада 2007 року.
| №  | Гравець          | Матчів | Голів | Роки       |
| -- | ---------------- | ------ | ----- | ---------- |
| 1  | Гайнц Германн    | 117    | 15    | 1978–1991  |
| 2  | Ален Гейгер      | 112    | 2     | 1980–1996  |
| 3  | Стефан Шапюїза   | 103    | 21    | 1989–2004  |
| 4  | Йохан Фогель     | 94     | 2     | 1995–2007  |
| 5  | Северіно Мінеллі | 80     | 0     | 1930–1943  |
| 6  | Чіріако Сфорца   | 79     | 6     | 1991–2001  |
| 7  | Енді Еглі        | 77     | 8     | 1979–1994  |
| 8  | Патрік Мюллер    | 76     | 3     | 1998–зараз |
| 9  | Рафаель Віккі    | 75     | 1     | 1996–зараз |
| 10 | Енді Еглі        | 71     | 15    | 1936–1954  |
| 10 | Стефан Еншоз     | 71     | 0     | 1993–2005  |

| № | Гравець            | Матчів | Голів | Голів/матч | Роки       |
| - | ------------------ | ------ | ----- | ---------- | ---------- |
| 1 | Кубілай Тюрк’їлмаз | 62     | 34    | 0,55       | 1988–2001  |
| 2 | Макс Абегглен      | 68     | 32    | 0,47       | 1922–1937  |
| 2 | Александер Фрай    | 56     | 32    | 0,57       | 2001–зараз |
| 4 | Андре Абегглен     | 52     | 30    | 0,58       | 1927–1943  |
| 5 | Жак Фаттон         | 53     | 29    | 0,55       | 1946–1955  |
| 6 | Адріан Кнуп        | 48     | 26    | 0,54       | 1989–1996  |
| 7 | Йозеф Гюгі         | 34     | 23    | 0,68       | 1951–1961  |
| 8 | Шарль Антенен      | 56     | 22    | 0,39       | 1948–1962  |
| 9 | Лауро Амадо        | 54     | 21    | 0,39       | 1935–1948  |
| 9 | Стефан Шапюїза     | 103    | 21    | 0,20       | 1989–2004  |

## Статистика двосторонніх зустрічей
У наступній таблиці перелічені національні збірні, з якими Швейцарія за свою історію зіграла щонайменше десять матчів. Всього швейцарська збірна зіграла 676 міжнародних матчів проти 73 команд. Вона виграла 214 ігор, програла 316 і 146 завершились нічиєю. Дані наведені станом на 25 листопада 2007 року.
| Країна         | Матчів | В  | Н  | П  | Голів  |  | Країна       | Матчів | В | Н | П  | Голів |
| -------------- | ------ | -- | -- | -- | ------ |  | ------------ | ------ | - | - | -- | ----- |
| Італія         | 56     | 8  | 20 | 28 | 66:106 |  | Іспанія      | 18     | 0 | 3 | 15 | 15:45 |
| Німеччина      | 49     | 8  | 6  | 35 | 60:131 |  | Норвегія     | 16     | 5 | 4 | 7  | 17:24 |
| Угорщина       | 44     | 9  | 5  | 30 | 58:127 |  | Шотландія    | 16     | 5 | 3 | 8  | 24:26 |
| Австрія        | 40     | 10 | 5  | 25 | 57:104 |  | Ірландія     | 15     | 5 | 3 | 7  | 10:17 |
| Франція        | 36     | 12 | 9  | 15 | 58:62  |  | Туреччина    | 14     | 4 | 3 | 7  | 19:19 |
| Нідерланди     | 32     | 15 | 2  | 15 | 61:68  |  | Югославія    | 13     | 2 | 5 | 6  | 16:29 |
| Швеція         | 28     | 11 | 7  | 10 | 42:46  |  | СРСР і Росія | 12     | 0 | 4 | 8  | 11:29 |
| Чехословаччина | 27     | 7  | 6  | 14 | 38:58  |  | Румунія      | 11     | 4 | 3 | 4  | 19:14 |
| Бельгія        | 26     | 8  | 6  | 12 | 37:49  |  | Данія        | 10     | 2 | 5 | 3  | 11:13 |
| Англія         | 23     | 3  | 4  | 16 | 18:68  |  | Греція       | 10     | 5 | 3 | 2  | 13:10 |
| Португалія     | 19     | 8  | 5  | 6  | 28:25  |  |              |        |   |   |    |       |

## Стадіони

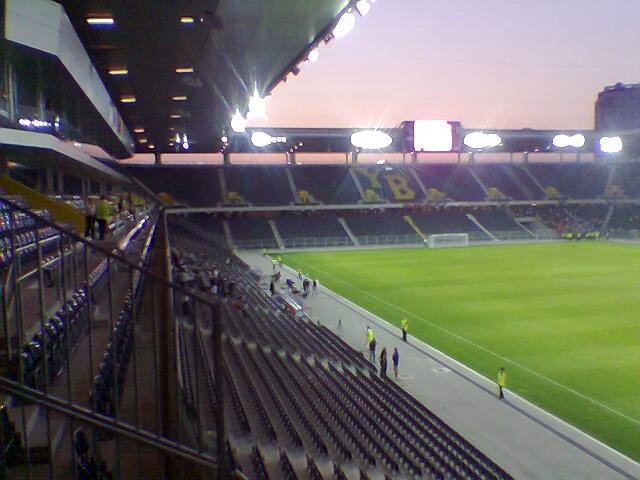
«Стад-де-Свісс»

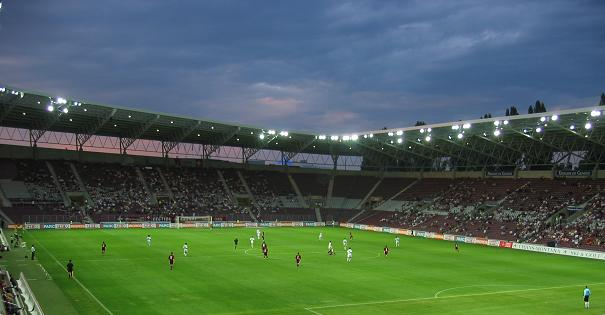
«Стад-де-Женев»

Номінально базовим стадіоном для швейцарської збірної є стадіон «Стад-де-Свісс» (фр. Stade de Suisse, колишній «Ванкдорф») в Берні. Однак на ньому проходить лише приблизно чверть домашніх матчів збірної; відповідно до федерального устрою країни географія матчів збірної досить широка і включає стадіон «Санкт-Якоб-Парк» в Базелі, «Летцигрунд» в Цюриху і «Стад-де-Женев» в Лансі́ поблизу Женеви. Базель, Берн, Женева і Цюрих, чотири найбільші міста країни, стали основними місцями проведення домашніх матчів збірної ще в перші роки її історії. 1923 року до них приєднався Олімпійський стадіон «Де-ла-Понтез» в Лозанні, але востаннє міжнародний матч на ньому проводився в 1999 році. Новозбудований в 2003 році в Лансі поблизу Женеви стадіон «Стад-де-Женев» замінив традиційний женевський стадіон «Стад-де-Шарміль» як місце проведення міжнародних матчів.
Станом на 25 листопада 2007 року, домашні міжнародні зустрічі швейцарської збірної (всього 321) проходили в таких містах:
| Місто        | Матчів | Роки      |  | Місто                  | Матчів | Роки      |
| ------------ | ------ | --------- |  | ---------------------- | ------ | --------- |
| Берн         | 74     | з 1911    |  | Лансі (поблизу Женеви) | 7      | з 2003    |
| Базель       | 72     | з 1908    |  | Лугано                 | 5      | 1951–2000 |
| Цюрих        | 63     | з 1911    |  | Невшатель              | 4      | 1983–1989 |
| Лозанна      | 36     | 1923–1999 |  | Сьйон                  | 2      | 1985–1994 |
| Женева       | 33     | 1908–2001 |  | Ла-Шо-де-Фон           | 1      | 1911      |
| Санкт-Галлен | 12     | 1912–2002 |  | Аарау                  | 1      | 1987      |
| Люцерн       | 10     | 1971–1997 |  | Беллінцона             | 1      | 1987      |